# 재무회계
재무회계(財務會計, 영어: financial accounting, financial accountancy)란 회계학의 한분야로 기업의 재무상태와 경영실적 정보등을 측정하여 주주, 채권자, 정부등과 같은 기업의 외부 이해관계자들에게 재무정보를 제공하기 위한 과정이다. 이러한 재무정보는 재무제표라는 형태로 제공되며, 기업외부의 많은 이해관계자에게 객관적인 회계정보를 제공하기 위하여 일정한 기준이 필요한데, 일반적으로 인정된 회계원칙(GAAP; Generally Accepted Accounting Principles)이 그 기준이 되며, 보통 각국의 정부기관 또는 민간기관에 의해 정해진다.

## 같이 보기
- 회계감사
- 일반적으로 인정된 회계원칙
- 관리회계
- 원가회계
- 세무회계
- 국제회계기준(IFRS)